# Kišo Jano
Kišo Jano (japonsko 矢野 貴章), japonski nogometaš, * 5. april 1984, Šizuoka, Japonska.
Za japonsko reprezentanco je odigral 19 uradnih tekem in dosegel 2 gola.